# Biuro Urządzania Lasu i Geodezji Leśnej

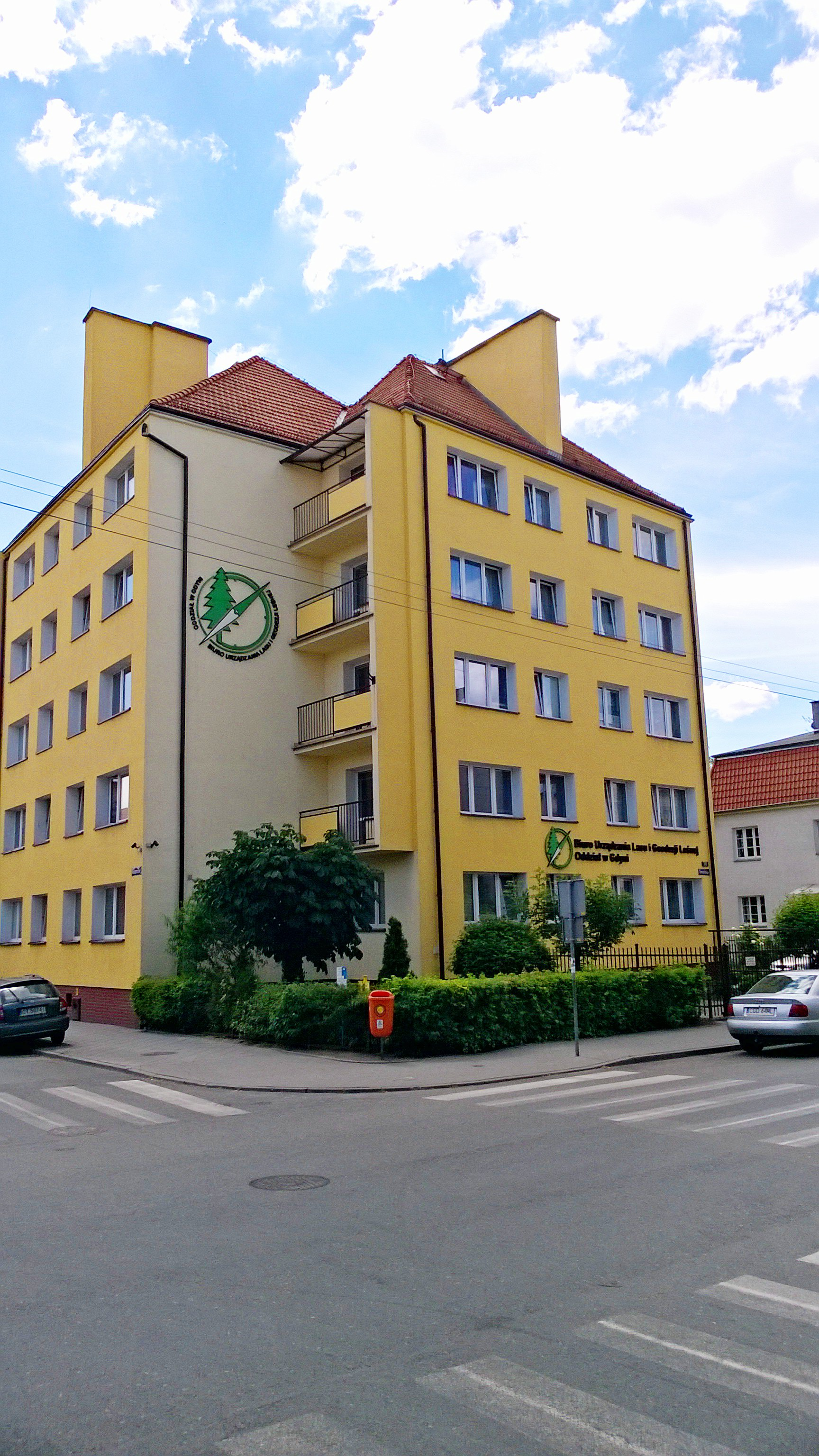
Wydział Produkcyjny Biura Urządzeń Lasu i Geodezji Leśnej w Toruniu

Biuro Urządzania Lasu i Geodezji Leśnej – polskie przedsiębiorstwo państwowe zajmujące się urządzaniem lasu. Sporządza dokumentacje gleboznawcze, siedliskoznawcze, florystyczne, fitosocjologiczne, geodezyjne i z zakresu inżynierii leśnej. Wykonuje prace z zakresu ochrony przyrody i krajobrazu: plany ochrony dla parków narodowych, rezerwatów przyrody i parków krajobrazowych, dokumentacje do ich utworzenia oraz inwentaryzacje przyrodnicze i programy ochrony przyrody w nadleśnictwach. Na mocy ustawy o lasach wykonuje wielkoobszarową inwentaryzację stanu lasów wszystkich form własności oraz prowadzi Bank Danych o Lasach. Od 1 stycznia 2017 r. organem założycielskim przedsiębiorstwa jest Minister Środowiska.

## Historia
Zaraz po II wojnie światowej w dyrekcjach Lasów Państwowych powstały sekcje urządzania lasu. Z sekcji w listopadzie 1955 r. powstało 15 biur urządzania i pomiaru lasu w Białymstoku, Toruniu, Gdańsku, Katowicach, Radomiu, Szczecinku, Krakowie, Lublinie, Łodzi, Olsztynie, Poznaniu, Przemyślu, Gorzowie Wielkopolskim, Siedlcach oraz Brzegu.
Przedsiębiorstwo powstało w 1956 r. jako Biuro Urządzania Lasu i Projektów Leśnictwa w ramach administracji Lasów Państwowych. W 1973 r. zmieniono nazwę na obecną, czyli na Biuro Urządzania Lasu i Geodezji Leśnej, po rozdzieleniu od Biura Projektowania Inwestycji w Lasach.
Dnia 30 września 1996 r. funkcję organu założycielskiego i tym samym sprawowanie nadzoru nad BULiGL przejął Minister Skarbu Państwa, a przedsiębiorstwo zostało zaliczone do grupy przedsiębiorstw o szczególnym znaczeniu dla gospodarki państwa. Od 1 stycznia 2017 r. organem założycielskim stał się Minister Środowiska.

## Struktura

### Organizacja
Biuro Urządzania Lasu i Geodezji Leśnej, używające skróconej nazwy BULiGL jest Przedsiębiorstwem Państwowym o 100% udziale Skarbu Państwa – własność państwowa.
Organizację przedsiębiorstwa państwowego określa statut przedsiębiorstwa i regulamin organizacyjny.
Przedsiębiorstwo pod względem organizacyjnym stanowi wielozakładową jednostkę gospodarczą. Podstawowymi jednostkami organizacyjnymi Przedsiębiorstwa są:
1. Zarząd Przedsiębiorstwa z siedzibą w Sękocinie Starym, ul. Leśników 21,
2. 12 Oddziałów Przedsiębiorstwa:

- Oddział w Białymstoku,
- Oddział w Brzegu,
- Oddział w Gdyni,
  - Wydział Produkcyjny w Toruniu,
- Oddział w Gorzowie Wielkopolskim,
- Oddział w Krakowie,
- Oddział w Lublinie,
- Oddział w Olsztynie,
- Oddział w Poznaniu,
- Oddział w Przemyślu,
  - Wydział Zamiejscowy w Rzeszowie,
- Oddział w Radomiu,
- Oddział w Szczecinku,
- Oddział w Warszawie,
  - Wydział Produkcyjny w Łodzi,
  - Wydział Produkcyjny w Siedlcach.

Zarząd Przedsiębiorstwa jest organem wykonawczym Dyrektora przedsiębiorstwa.
Oddziały Przedsiębiorstwa są jednostkami produkcyjnymi, działającymi według zasad pełnego wewnętrznego rozrachunku gospodarczego.

### Organy
Organami przedsiębiorstwa są:
- Dyrektor Przedsiębiorstwa,
- Rada Pracownicza Przedsiębiorstwa,
- Ogólne Zebranie Delegatów Przedsiębiorstwa.

## Przedmiot działalności
Przedmiotem działania BULiGL według jego statutu są:
1. Usługi w zakresie urządzania lasu, włącznie z wielkoobszarową inwentaryzacją stanu lasu, bankiem danych o lasach, monitoringiem i prognozami rozwoju stanu lasu oraz waloryzacją przyrodniczo-leśną.
2. Usługi związane z ochroną przyrody, w tym sporządzanie planów zadań ochronnych, planów ochrony, wykonywanie inwentaryzacji i waloryzacji przyrodniczych.
3. Usługi geodezyjne i kartograficzne oraz usługi inżynieryjne w zakresie planowania dróg i gospodarowania zasobami wodnymi w lasach, budownictwa leśnego, rekreacyjnego zagospodarowania lasu.
4. Wykonywanie laboratoryjnych analiz właściwości chemicznych i fizycznych gleb oraz inne badania i analizy techniczne.
5. Działalność związana z oprogramowaniem.
6. Przetwarzanie danych, zarządzanie stronami internetowymi oraz działalność związana z bazami danych.
7. Działalność wydawnicza w zakresie oprogramowania.
8. Wynajem i zarządzanie i nieruchomościami własnymi lub wydzierżawionymi.
9. Usługi związane z przygotowaniem do druku.

## Nagrody i odznaczenia
- 2009 – Sowa z Rogowa dla aplikacji do zbierania danych z powierzchni kołowych na Międzynarodowych Targach Leśnych w Rogowie[3].
- 2010 – „Zielony Laur 2010”, przyznawany przez Polską Izbę Gospodarczą „Ekorozwój” za opracowanie prognoz oddziaływania na środowisko planów urządzenia lasu[3].
- 2010 – Złoty Medal Międzynarodowych Targów Poznańskich dla programu eLMapa Lasy Niepaństwowe[3]
- 2013 – medal im. Wiktora Godlewskiego za wkład w ochronę dziedzictwa przyrodniczego Polski[3].
- 2015 – Quality International 2015: Srebrne Godło w kategorii QI ORDER – Zarządzanie Najwyższej Jakości[3].
- 2015 – Special Achievement in GIS 2015 za szczególne osiągnięcia w dziedzinie systemów informacji przestrzennej[4].
- 2016 – medal „Pro Bono Silvae” od Polskiego Towarzystwa Leśnego.
- 2016 – Quality International 2016: Złote Godło w kategorii QI SERVICES – Usługi Najwyższej Jakości za wykonanie wielkoobszarowej inwentaryzacji stanu lasu[3].
- 2016 – medal za zasługi dla ochrony przyrody i kształtowania środowiska od Ligi Ochrony Przyrody
- 2017 – Instytucja szczególnie zasłużona dla polskiego leśnictwa w roku 2016 (nagroda „Przeglądu Leśniczego”)[3].
- 2017 – Quality International 2017: Srebrne Godło w kategorii QI PRODUCT – produkt najwyższej jakości Bank Danych o Lasach oraz nagroda specjalna – PERŁA QI[3].